# Alnus rubra
Espèce
Synonymes
- Alnus incana var. rubra (Bong.) Regel[1]
- Alnus oregana Nutt.[1]
- Alnus oregana Nuttall[2]
- Alnus oregona var. pinnatisecta Starker[3]
- Alnus oregona Nutt.[3] [4]
- Alnus rubra pinnatisecta Starker[2]
- Alnus rubra var. pinnatisecta Starker[1]

Statut de conservation UICN

 LC  : Préoccupation mineure

Alnus rubra, l'Aulne rouge, est une espèce d'arbre à feuilles caduques de la famille des Betulaceae. Elle est originaire de la côte ouest de l’Amérique du Nord. Son nom provient de la couleur rouge que peut prendre son écorce une fois entaillée.

## Description

### Caractéristiques morphologiques
Avec des hauteurs comprises entre 15 et 30 mètres, il s’agit de l’espèce d'aulnes la plus grande d'Amérique du Nord. Bien qu'ayant une croissance rapide, surtout lorsqu'il est jeune (jusqu'à 1 m par an), sa hauteur dépasse rarement 25 m,. Cet arbre peut vivre jusqu'à 100 ans et son tronc peut atteindre à maturité un diamètre allant de 36 à 46 cm.
Ses racines portent des actinobactéries symbiotes du genre Frankia capables de fixer le diazote atmosphérique. 
Son écorce externe est fine, écailleuse, de couleur gris cendré à gris-brun, se couvrant souvent en vieillissant de zones plus blanchâtres dues à des lichen. L'écorce interne est brun-rouge et rougit encore plus lorsqu'elle est exposée à l'air. 
Les bourgeons sont portés par un pédoncule de 2 à 8 mm de long. Ils sont de forme ellipsoïde, à bout arrondi, mesurent de 6 à 10 mm et sont souvent couverts de résine. 
Les feuilles caduques sont disposées de façon alterne. De forme ovale ou elliptique, leur marge sont dentées de façon peu profonde, arrondie et irrégulière, et a tendance à légèrement s'enrouler vers la face inférieure,. Elles mesurent de 6 à 15 cm de long, pour 3 à 11 cm de large et sont de couleur verte. La face supérieure est glabre, mais la face inférieure porte parfois un fin duvet épars lui conférant une teinte rousse. En automne, la couleur des feuilles vire au jaune puis au brun. 
L'aulne rouge est une espèce monoïque. Les inflorescences mâles et femelles sont des chatons qui apparaissent avant les feuilles au printemps. L'inflorescence mâle est composée de groupes de deux à 6 chatons pédonculés,, de couleur vert-jaune devenant souvent rougeâtre, et mesurent de 10 à 16 cm de long. Le chaton femelle, disposé en groupe de 3 à 14 est plus petit. Il donne naissance à des pseudo-cônes ovoïdes lignifiés de 1.5 à 2,5 cm de long, pour 1 à 1,5 cm de diamètre,. Ces cônes produisent de 50 à 100 samares à ailes très réduites, aplatis, qui se dispersent au vent à partir du mois de mai jusqu'en hiver.
La formule chromosomique de l'aulne rouge est 2n=28.

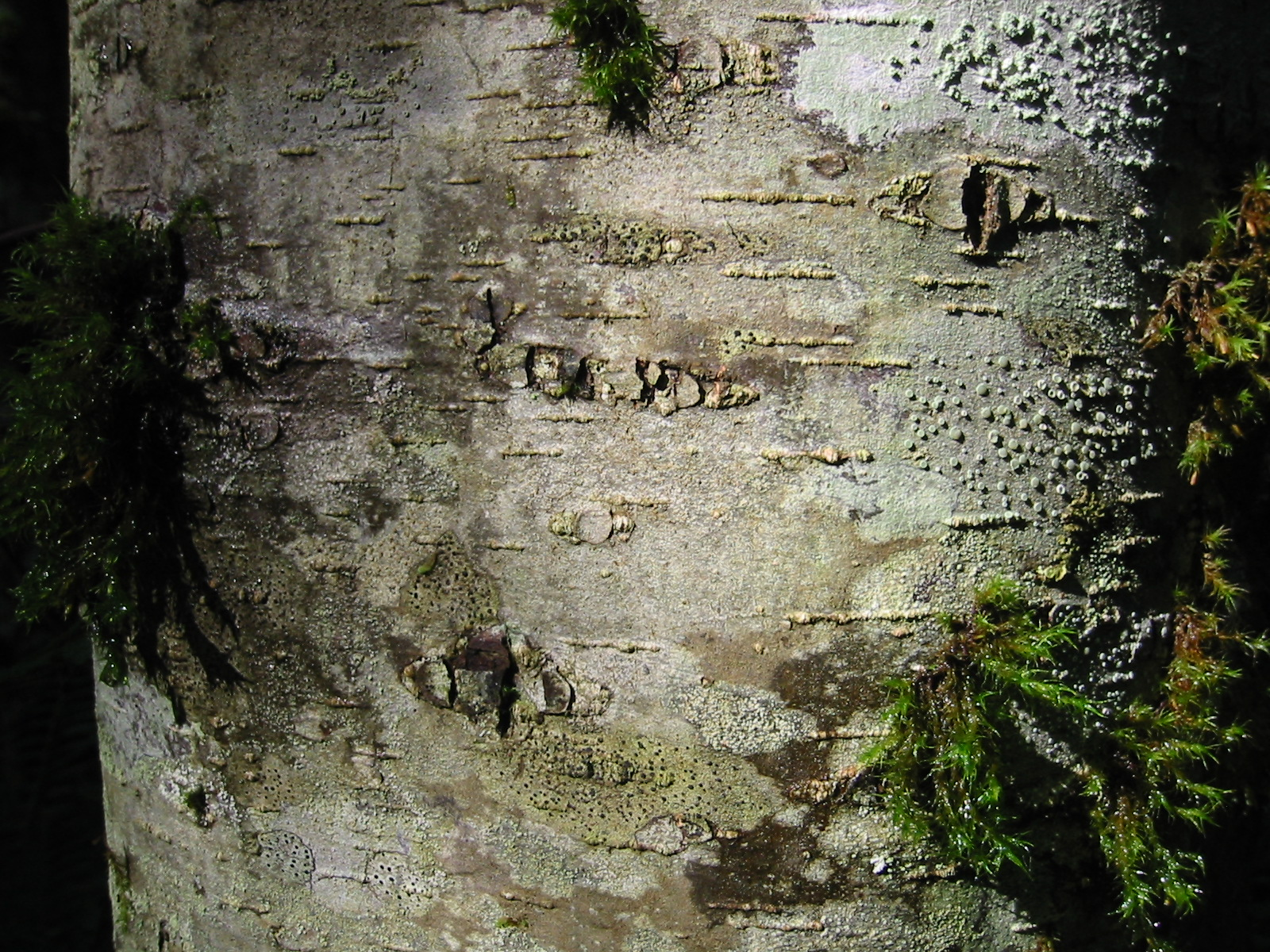
Écorce
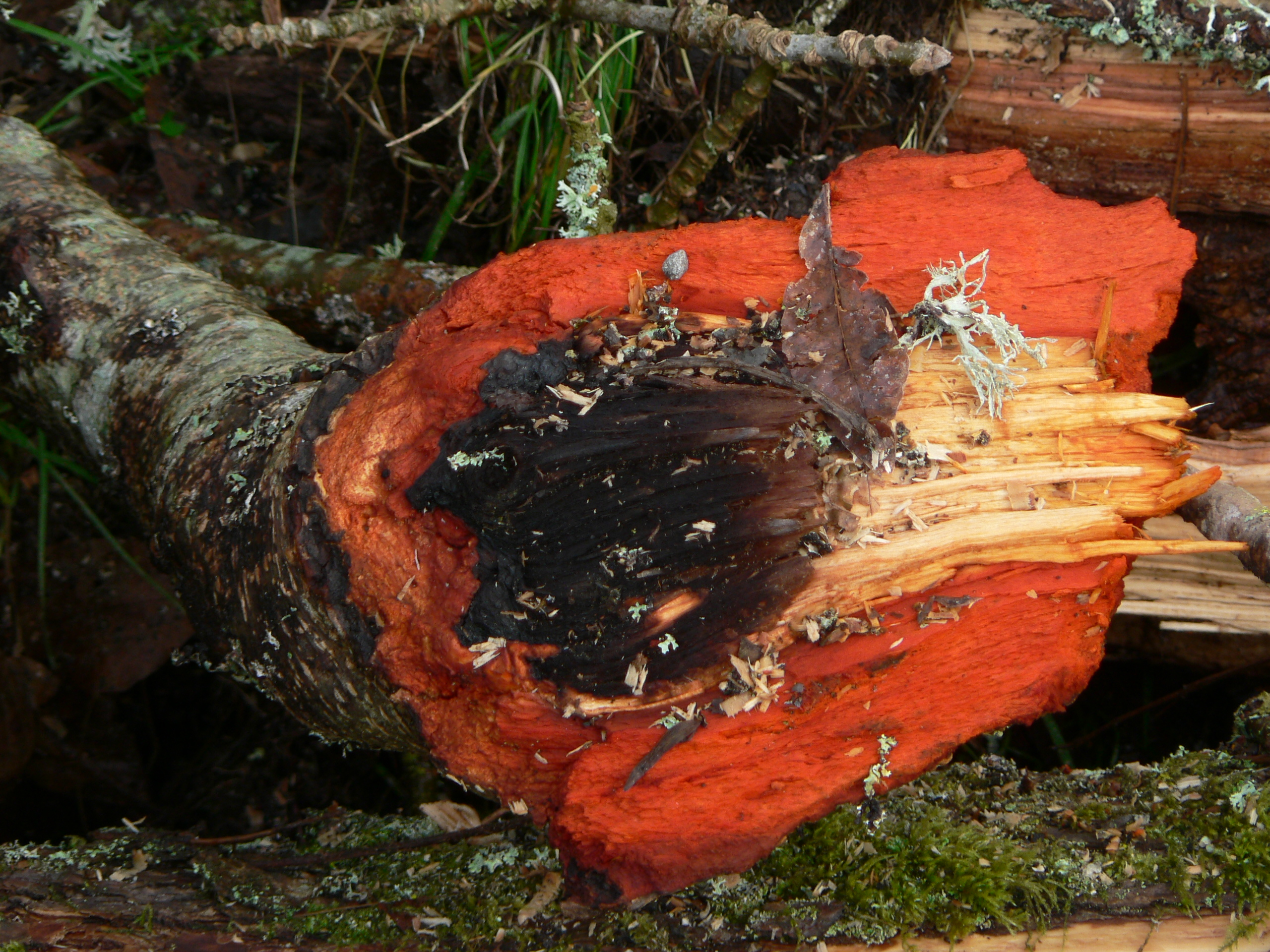
Branche fendue montrant la couleur rougeâtre de l’écorce
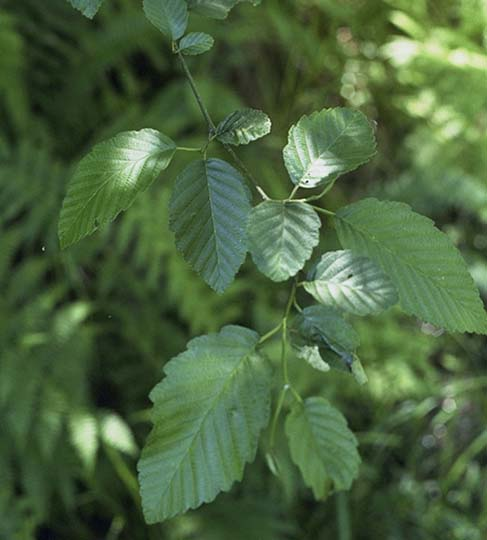
Feuillage
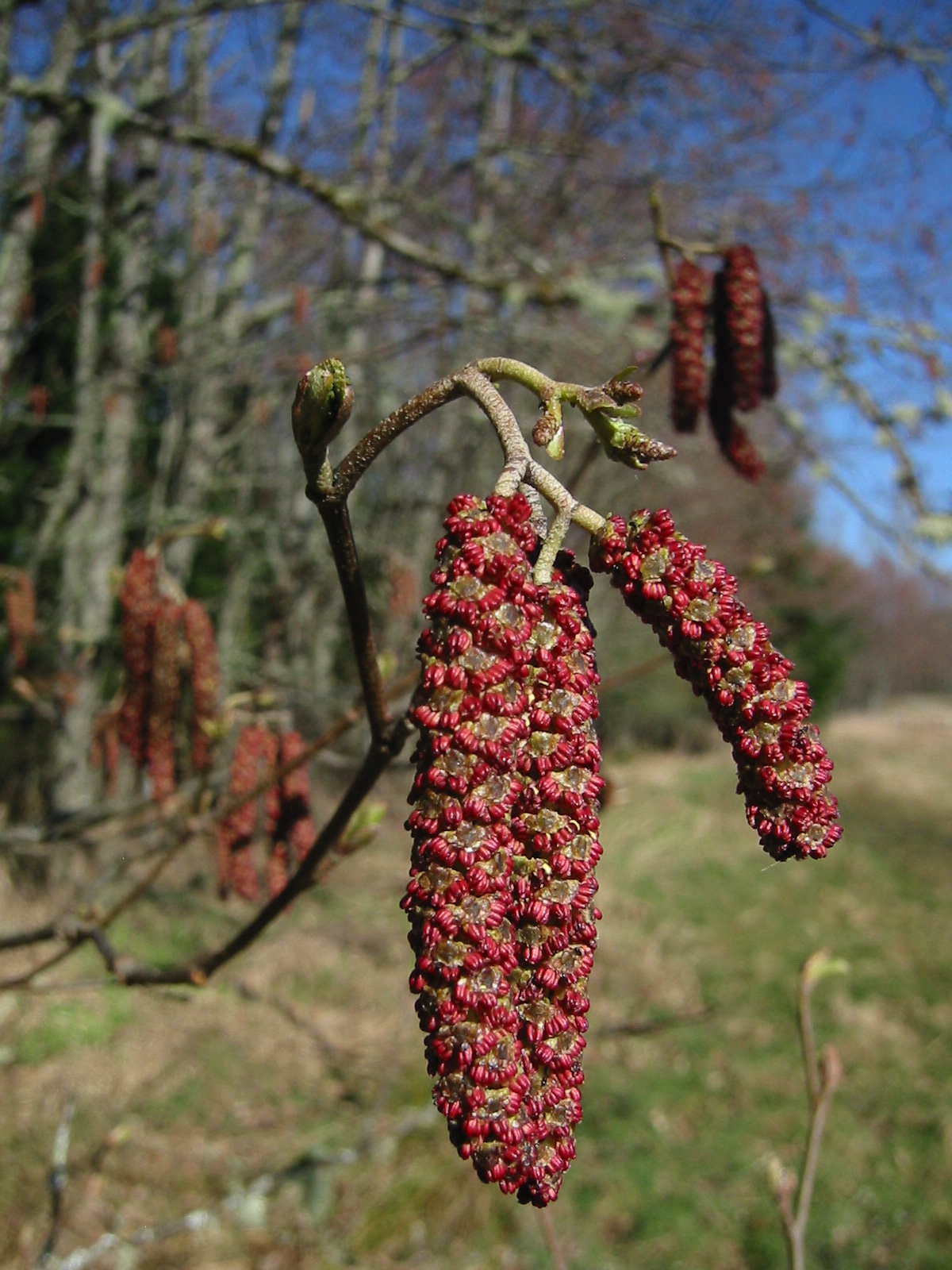
Chatons mâles
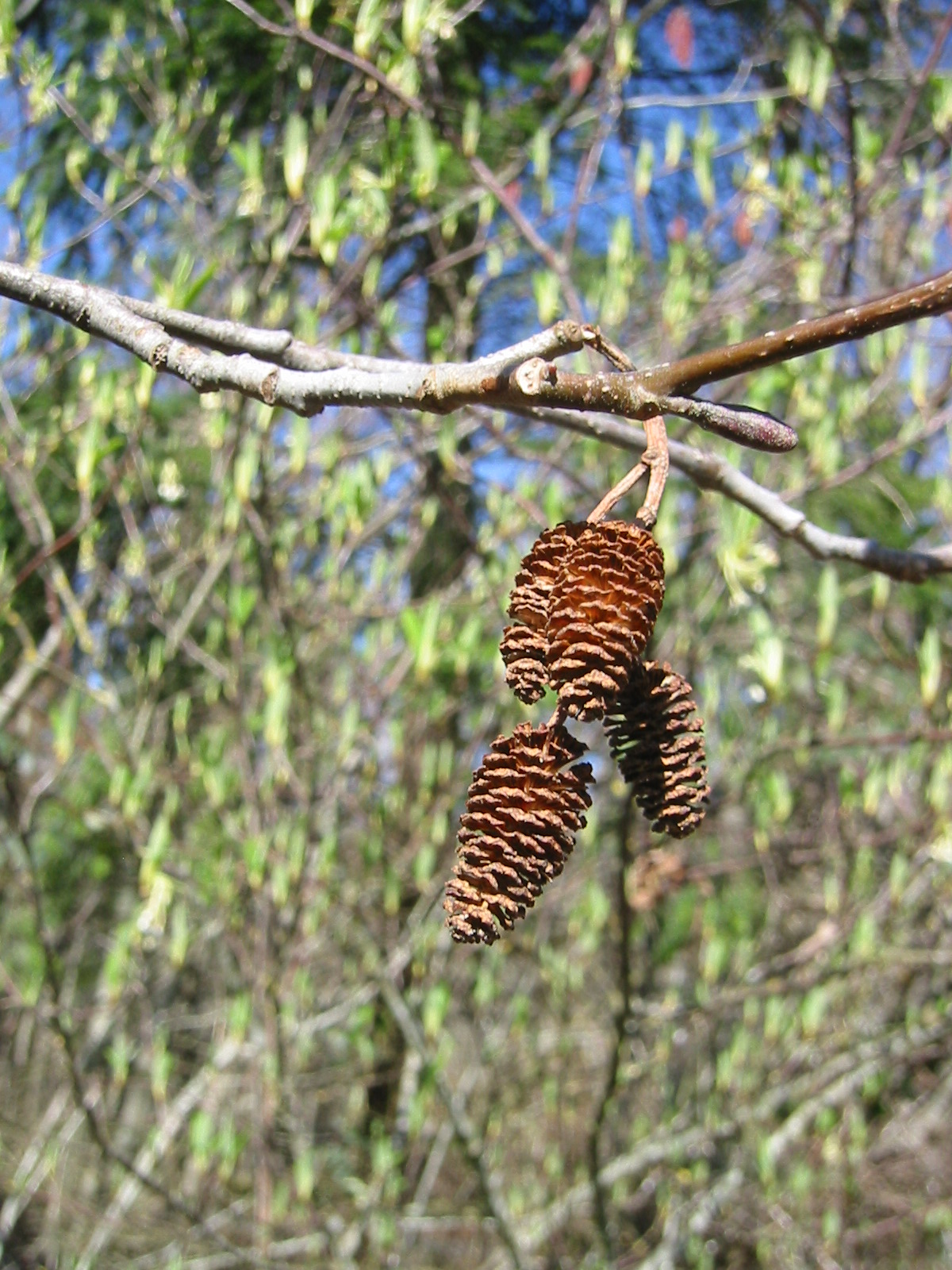
Pseudo-cônes matures
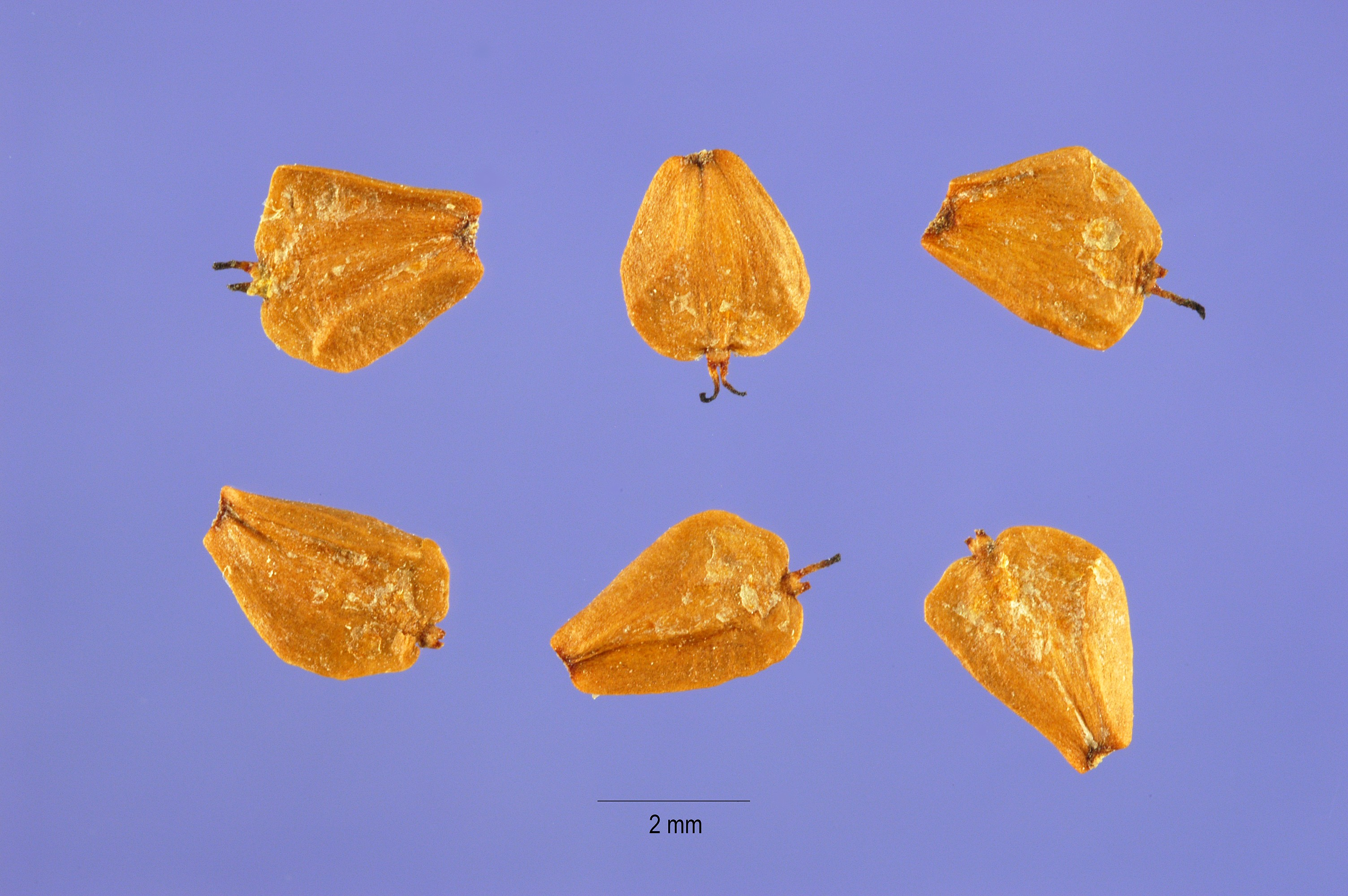
Graines (2 mm)

### Espèces proches
Une espèce proche, Alnus rhombifolia, se distingue de l'aulne rouge par la marge de ses feuilles ne s'enroulant pas vers la face inférieure et par son écorce interne ne rougissant pas à l'air. De plus, l'aulne rouge ne pousse que dans des zones subissant des influences climatiques maritimes, alors que Alnus rhombifolia peut pousser plus à l'intérieur des terres.

## Habitat

Carte de répartition de l'aulne rouge.

La zone d’extension de l'espèce s’étend du sud-ouest de l’Alaska jusqu’au centre de la Californie. En général, elle ne s’éloigne pas à plus de  200 km par rapport à la côte Pacifique, sauf au niveau de l’État de Washington, puisque l'espèce s'étend vers l'est à cette latitude jusqu’en Idaho.
Au nord, les aulnes rouges poussent un peu partout, dans toutes les régions humides. Au sud, ils se limitent aux zones bordant les cours d’eau et les marais. Ils colonisent préférentiellement les milieux ouverts et humides, même si le sol est nu et pauvre en matière organique. Il peut en effet pousser sur des sols de diverses textures.
On trouve l'espèce souvent accompagnée du sapin de Douglas (Pseudotsuga menziesii), de la pruche de l'Ouest (Tsuga heterophylla), du sapin de Vancouver (Abies grandis), du Thuya géant de Californie (Thuja plicata), de l'épicéa de Sitka (Picea sitchensis) ou de divers arbres à feuillage caduc capables de pousser dans des marais ou des plaines inondables, tels que l'érable à grandes feuilles (Acer macrophyllum), le peuplier de l'Ouest (Populus trichocarpa), le saule du Pacifique (Salix lasiandra) ou le Cerisier amer (Prunus emarginata). Cet aulne est aussi souvent associé à certains arbustes et buissons comme Sambucus racemosa subsp. pubens, Sambucus cerulea, Rubus spectabilis, Rubus parviflorus, Oplopanax horridus, Oemleria cerasiformis, Acer circinatum ou Rhododendron menziesii. Les herbacées associées sont Lysichiton americanus, Oxalis oregana, Polystichum munitum et Stachys mexicana.
Au sud, il est remplacé par un aulne blanc, Alnus rhombifolia et dans les régions montagneuses par un aulne vert, Alnus viridis ou par l’aulne des montagnes Alnus incana[réf. nécessaire].
Bien que poussant généralement à une altitude inférieure à 800 m, il peut pousser jusqu'à une altitude de 1 700 m.
Cette espèce résiste bien aux inondations et peut parvenir à pousser dans des zones où l'eau est un peu saumâtre. Les jeunes arbres peuvent survivre à la destruction en produisant des rejets apparaissant sur la souche.

## État des populations
Cette espèce est commune en Amérique du Nord sur une large zone géographique et sa population n'est ni fragmentée ni soumise à une menace particulière. Pour ces raisons, l'UICN l'a classé dans la catégorie "préoccupation mineure" (LC).

## Utilisations

### Par les humains

#### Usage ancestral

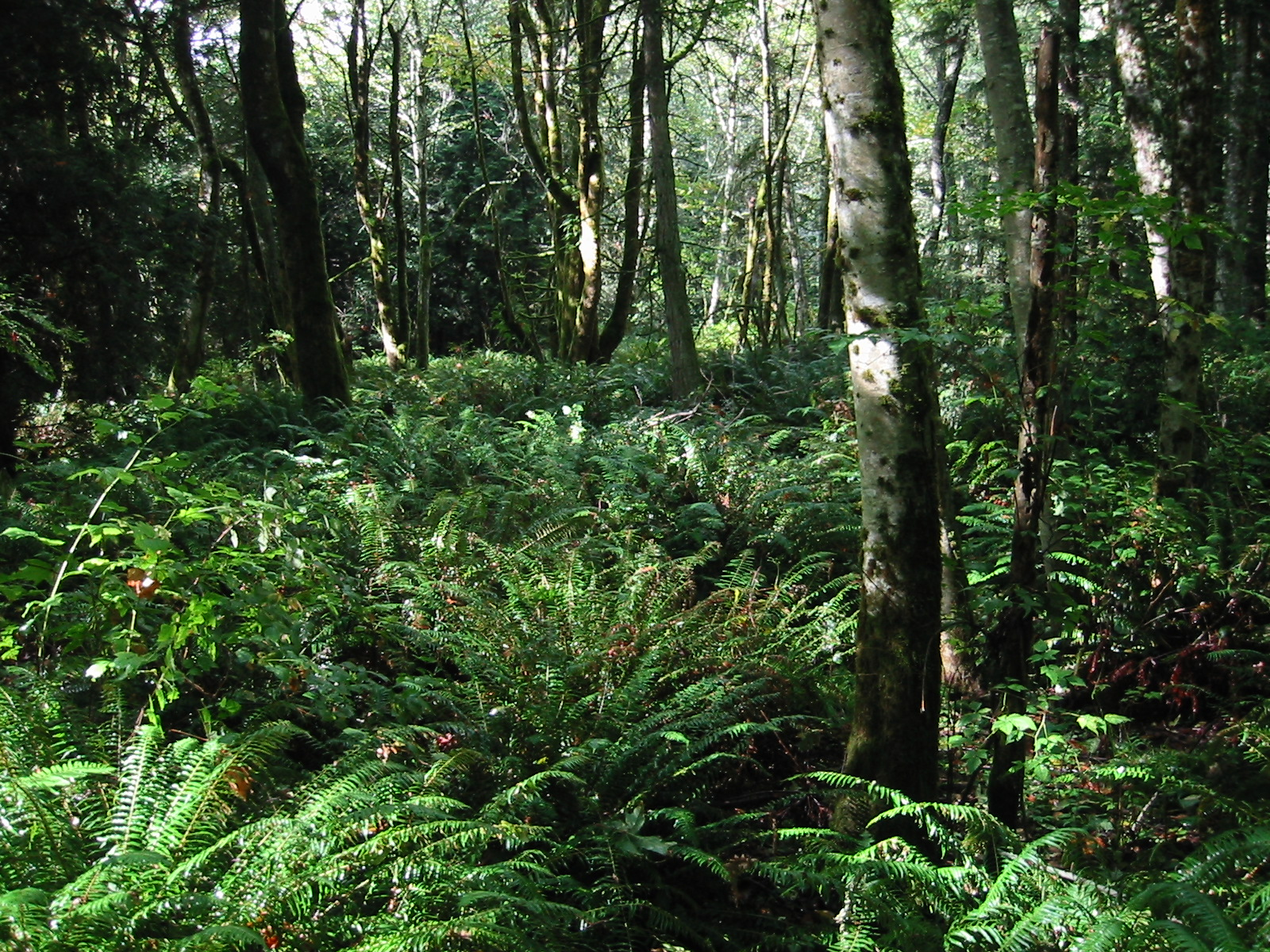
Forêt d’Aulnes rouges, pruches de l’ouest et d’érables à grandes feuilles.

Les Amérindiens utilisaient l’écorce de l’aulne rouge pour soigner des irritations causées par des insectes ou des plantes toxiques au toucher. Les Pieds-Noirs utilisaient son écorce pour en faire une infusion pour guérir des désordres lymphatiques et pour la tuberculose. L’arbre contient de la bétuline et du lupéol qui auraient un effet positif contre les tumeurs,.
L'écorce interne était aussi séchée et moulue en une poudre pouvant être utilisée dans l'alimentation, comme épaississant pour les soupes ou en complément de céréales pour fabriquer du pain.
Cette écorce était aussi utilisée comme source de teintures rouge, brun-rouge, brune, jaune ou orange. Cette teinture était utilisée pour colorer des paniers, les filets de pêche, des peaux, des mocassins, des plumes, voire les cheveux.
La résine de cet aulne, mêlée de charbon de bois, pouvait être utilisée pour colmater et étancher les coutures des canoës. Elle était aussi utilisée comme plastifiant pour pouvoir courber le bois des patins de traîneaux de type toboggan.
Les racines étaient utilisées seules ou mélangées avec des matériaux provenant d'autres espèces pour la vannerie, notamment par les tribus des Hupas, des Whilkuts, des Nongatls, des Lassiks, des Wailakis, des Yuroks, des Wiyots et des Pomos.

#### Usage du bois
Le bois de cet aulne a une texture homogène et une densité moyenne ; il est facile à travailler, à polir, à teindre, à peindre ou à vernir et se fend rarement. Moins cher que la plupart des autres bois durs d'Amérique du Nord, il est souvent utilisé pour fabriquer de menus objets, gadgets, petits meubles, lambris, palettes, placages, contreplaqué et waferboard, ainsi que de la pâte à papier, ou encore peut servir de bois pour le chauffage, la création d'énergie ou le fumage du saumon du Pacifique.

### Par la vie sauvage
Cet aulne est une source intéressante de nourriture pour la faune locale : les Cervidés consomment ses feuilles, rameaux et bourgeons ; les castors se nourrissent de son écorce. Les graines sont une source de nourriture appréciable pour de nombreux oiseaux granivores, tels que des passereaux des genres Acanthis, Spinus, Carduelis ou encore des insectes ou de petits mammifères. En effet, ces graines peuvent rester dans les pseudo-cônes jusqu'en automne et parfois même jusqu'au cœur de l'hiver. Elles sont donc disponibles à des périodes où la nourriture est plus rare. 
Il est représente aussi un support pour les nids d'oiseaux et une source d'ombrage pour les animaux sauvages comme le cerf mulet. Les castors utilisent le bois de cet aulne, branches et troncs, pour fabriquer leur barrages et leurs huttes.  
Il est aussi utile pour limiter l'érosion des rives ou des pentes escarpées, mais aussi l'érosion des sols, qu'il améliore grâce à l'abondante litière riche en nitrates qu'il produit.
Il peut être attaqué par certains insectes nuisibles tels que des pucerons, ou encore des chenilles de papillon du genre Malacosoma (ou autres insectes foreurs).

## Synonymes
- Alnus incana var. rubra (Bong.) Regel[1]
- Alnus oregana Nutt.[1]
- Alnus oregona var. pinnatisecta Starker[3]
- Alnus oregona Nutt.[3] [4]
- Alnus rubra pinnatisecta Starker[2]
- Alnus rubra var. pinnatisecta Starker[1]